# Bleu de Costaros
De bleu de Costaros is een traditionele ongekookte, ongeperste Franse fermier kaas uit het dorpje Costaros in Auvergne in het departement Haute-Loire. Lokaal wordt de kaas ook de “fromage à vers” genoemd, wat verwijst naar de kaasmijt (le ciron) die in de korst leeft.
De bleu de Costaros is een boerenkaas, gemaakt van rauwe, volle koemelk. Het is een blauwaderkaas van natuurlijk geconcentreerde schimmel. De pâte is enigszins hard, kleverig en elastisch, en heeft onregelmatige gaatjes. De geur en de smaak doet vaag aan schimmel denken. De kaas heeft een harde natuurlijke korst die zich tijdens de affinage vormt. Hij wordt het hele jaar door gemaakt.
Het meest in het oog springende kenmerk van de kaas is toch wel de fromage à vers, ofwel de kaas met de kaasmijt. Wanneer je deze kaas voor je hebt, moet je niet vreemd opkijken wanneer er iets in beweegt. Het schijnt een lekkere kaas te zijn, maar velen zullen hem om zijn bewoning nooit proeven. Liefhebbers eten de kaas met korst, inclusief de wormen.